# 中野信
中野 信（なかの まこと、1914年9月22日 - 1994年3月16日）は、日本の実業家。キャタピラー三菱（現・キャタピラージャパン）代表取締役社長。三菱重工業取締役副社長。

## 経歴
新潟県出身。1931年福岡県中学修猷館、1933年旧制福岡高等学校理科甲類を経て、1936年東京帝国大学工学部機械工学科卒業。
1936年三菱重工業入社。1967年5月名古屋機械製作所所長、1970年5月取締役となり、1973年5月常務を経て、1977年3月三菱重工業副社長に就任。
1970年5月からはキャタピラー三菱取締役も兼任しており、1979年6月キャタピラー三菱代表取締役社長に就任。1983年6月退任。